# Élections du Conseil fédéral suisse de 2011
 (juin 2021).
Si vous disposez d'ouvrages ou d'articles de référence ou si vous connaissez des sites web de qualité traitant du thème abordé ici, merci de compléter l'article en donnant les références utiles à sa vérifiabilité et en les liant à la section « Notes et références ».
Les élections du Conseil fédéral de 2011 ont lieu le mercredi 14 décembre 2011 afin de renouveler au scrutin indirect  l'intégralité des sept membres du Conseil fédéral, organe exécutif de la Confédération suisse, pour la 49e législature.
Après les élections fédérales en octobre de la même année, l'Assemblée fédérale nouvellement élue est appelée à renouveler intégralement le Conseil fédéral, le gouvernement fédéral suisse, comme le prévoit la Constitution fédérale.
Tous les conseillers fédéraux sortants se présentent à leur réélection, à l'exception de Micheline Calmy-Rey.
Malgré l'opposition de l'Union démocratique du centre à la réélection d'Eveline Widmer-Schlumpf, tous les conseillers fédéraux sortant sont réélus et la socialiste genevoise Micheline Calmy-Rey est remplacée par le socialiste fribourgeois Alain Berset.

## Déroulement
L’Assemblée fédérale élit les membres du Conseil fédéral à la session qui suit le renouvellement intégral du Conseil national. Les sièges sont pourvus un par un, par ordre d’ancienneté des titulaires précédents. Les sièges auxquels sont candidats les membres sortants du Conseil fédéral sont pourvus en premier.
À l'exception de Micheline Calmy-Rey, qui ne se représente pas après 9 ans passés au gouvernement, les six autres conseillers fédéraux sont candidats à leur propre succession
L'intérêt principal de cette élection porte sur l'élection du successeur de Micheline Calmy-Rey. En effet, hormis lors de rares cas (en quatre occasions seulement, à savoir 1854, 1872, 2003 et 2007), les conseillers fédéraux en exercice qui se représentent sont réélus, l'enjeu se situant au niveau de leur score (à savoir courte ou large majorité).
Si le cas de figure d'une non-réélection d'un conseiller fédéral s'était produit lors des deux dernières élections (2003 et 2007), les principaux observateurs politiques considèrent qu'aucune surprise ne devrait avoir lieu cette année, malgré l'opposition de l'UDC, premier parti de Suisse, à la réélection d'Eveline Widmer-Schlumpf.

## Conseillers fédéraux candidats à leur propre réélection
| Nom                     | Né(e) le          | Canton d'origine | Parti | Élu(e) le         |
| ----------------------- | ----------------- | ---------------- | ----- | ----------------- |
| Doris Leuthard          | 10 avril 1963     | AG               | PDC   | 14 juin 2006      |
| Eveline Widmer-Schlumpf | 16 mars 1956      | GR               | PBD   | 12 décembre 2007  |
| Ueli Maurer             | 1er décembre 1950 | ZH               | UDC   | 10 décembre 2008  |
| Didier Burkhalter       | 17 avril 1960     | NE               | PLR   | 16 septembre 2009 |
| Simonetta Sommaruga     | 14 mai 1960       | BE               | PSS   | 22 septembre 2010 |
| Johann Schneider-Ammann | 18 février 1952   | BE               | PLR   | 22 septembre 2010 |

### Réélection de Doris Leuthard
| Résultat              | 1er tour |
| --------------------- | -------- |
| Bulletins délivrés    | 245      |
| Rentrés               | 245      |
| Blancs                | 17       |
| Nuls                  | 1        |
| Valables              | 227      |
| Majorité absolue      | 114      |
| Doris Leuthard (élue) | 216      |
| Divers                | 11       |

Doris Leuthard est réélue pour un troisième mandat.

### Réélection d'Eveline Widmer-Schlumpf
| Résultat                       | 1er tour |
| ------------------------------ | -------- |
| Bulletins délivrés             | 245      |
| Rentrés                        | 245      |
| Blancs                         | 5        |
| Nuls                           | 1        |
| Valables                       | 239      |
| Majorité absolue               | 120      |
| Eveline Widmer-Schlumpf (élue) | 131      |
| Hansjörg Walter                | 63       |
| Jean-François Rime             | 41       |
| Divers                         | 4        |

Eveline Widmer-Schlumpf est réélue pour un deuxième mandat.

### Réélection de Ueli Maurer
| Résultat           | 1er tour |
| ------------------ | -------- |
| Bulletins délivrés | 245      |
| Rentrés            | 245      |
| Blancs             | 16       |
| Nuls               | 3        |
| Valables           | 226      |
| Majorité absolue   | 114      |
| Ueli Maurer (élu)  | 159      |
| Hansjörg Walter    | 41       |
| Luc Recordon       | 13       |
| Divers             | 13       |

Ueli Maurer est réélu pour un deuxième mandat.

### Réélection de Didier Burkhalter
| Résultat                | 1er tour |
| ----------------------- | -------- |
| Bulletins délivrés      | 245      |
| Rentrés                 | 245      |
| Blancs                  | 12       |
| Nuls                    | 1        |
| Valables                | 232      |
| Majorité absolue        | 117      |
| Didier Burkhalter (élu) | 194      |
| Jean-François Rime      | 24       |
| Divers                  | 14       |

Didier Burkhalter est réélu pour un deuxième mandat.

### Réélection de Simonetta Sommaruga
| Résultat                   | 1er tour |
| -------------------------- | -------- |
| Bulletins délivrés         | 245      |
| Rentrés                    | 245      |
| Blancs                     | 3        |
| Nuls                       | 0        |
| Valables                   | 242      |
| Majorité absolue           | 122      |
| Simonetta Sommaruga (élue) | 179      |
| Jean-François Rime         | 61       |
| Divers                     | 2        |

Simonetta Sommaruga est réélue pour un deuxième mandat.

### Réélection de Johann Schneider-Ammann
| Résultat                      | 1er tour |
| ----------------------------- | -------- |
| Bulletins délivrés            | 245      |
| Rentrés                       | 245      |
| Blancs                        | 9        |
| Nuls                          | 2        |
| Valables                      | 234      |
| Majorité absolue              | 118      |
| Johann Schneider-Ammann (élu) | 159      |
| Jean-François Rime            | 64       |
| Divers                        | 11       |

Johann Schneider-Ammann est réélu pour un deuxième mandat.

## Élection du successeur de Micheline Calmy-Rey
Le conseiller fédéral élu provient généralement du parti politique du démissionnaire, les cas où un parti politique n'a pas vu son siège être reconduit étant très rares.
L'UDC, située à la droite de l'échiquier politique, met officiellement un candidat dit « de combat » pour reprendre le siège socialiste, bien qu'elle n'ait aucune chance de voir son candidat être élu.

### Candidats officiels
- Alain Berset, PS, canton de Fribourg
- Pierre-Yves Maillard, PS, canton de Vaud
- Jean-François Rime, UDC, canton de Fribourg

### Résultat de l'élection
| Résultat             | 1er tour | 2e tour |
| -------------------- | -------- | ------- |
| Bulletins délivrés   | 245      | 245     |
| Rentrés              | 243      | 245     |
| Blancs               | 0        | 0       |
| Nuls                 | 0        | 0       |
| Valables             | 243      | 245     |
| Majorité absolue     | 122      | 123     |
| Alain Berset (élu)   | 114      | 126     |
| Pierre-Yves Maillard | 59       | 63      |
| Jean-François Rime   | 59       | 54      |
| Marina Carobbio      | 10       |         |
| Divers               | 1        | 2       |

Alain Berset est élu au Conseil fédéral.

## Élection du chancelier de la Confédération

### Déroulement de l'élection
Le chancelier est élu en même temps que les conseillers fédéraux (son élection a lieu juste après l'élection des sept membres du gouvernement).
Il est donc élu par l'Assemblée fédérale, selon les règles régissant l'élection des conseillers fédéraux.

### Chancelière se représentant à sa propre succession
| Nom             | Né(e) le   | Canton d'origine | Parti | Élection   |
| --------------- | ---------- | ---------------- | ----- | ---------- |
| Corina Casanova | 04.01.1956 | GR               | PDC   | 12.12.2007 |

### Élection du chancelier de la Confédération
La réélection de Corina Casanova est soutenue par l'ensemble des groupes parlementaires (UDC, PSS, PLR, PDC, PBD, Verts et Verts libéraux).
| Résultat               | 1er tour |
| ---------------------- | -------- |
| Bulletins délivrés     | 237      |
| Rentrés                | 236      |
| Blancs                 | 28       |
| Nuls                   | 2        |
| Valables               | 206      |
| Majorité absolue       | 104      |
| Corina Casanova (élue) | 189      |
| Divers                 | 17       |